# Dzięciołowo (Pomerania Occidentale)
Dzięciołowo (in tedesco Dimkuhlen) è una località della Polonia, frazione del comune urbano di Tychowo, nel distretto di Białogard, nel voivodato della Pomerania Occidentale.

## Altri prigetti
- Wikimedia Commons contiene immagini o altri file su Dzięciołowo (Pomerania Occidentale)